# Бондаревські джерела
Бо́ндаревські джере́ла — ландшафтний заказник місцевого значення в Україні. Розташований на території Миколаївського району Миколаївської області, у межах Кривобалківської сільської ради. 
Площа — 5,6 га. Статус надано згідно з рішенням Миколаївської обласної ради від 30.12.2010 року № 15. 
Ландшафтний заказник розташований на низькій рівнині широкого дна балки, на відстані 7 км від річки Південний Буг. 5,3 га площі припадає на пасовища, 0,3 га — на яри.
На території заказника знайдено стародавнє поселення доби пізньої бронзи, яке отримало назву Крива Балка-1. 
Об'єкт є унікальною археологічною пам'яткою, яка становить історичну та наукову цінність. Крім того, тут знайдено рослини, занесені до Червоної книги України: шафран сітчастий, брандушка різнобарвна,астрагал шерстистоквітковий, тюльпан бузький, рястка Фішерова — ендемічний вид.